# Microchromis zebroides
Рід Microchromis є монотиповим
родом риб родини цихлові, він складається лише з виду Microchromis zebroides Johnson 1975 